# ناوشکن تروزوکی
ناوشکن تروزوکی (به انگلیسی: Japanese destroyer Teruzuki) یک کشتی بود که طول آن ۱۳۴٫۲ متر (۴۴۰ فوت ۳ اینچ) بود. این کشتی در سال ۱۹۴۲ ساخته شد.